# 평균 체혈압
의학에서 평균 체혈압(mean systemic pressure, MSP) 또는 평균 전신 충만압(mean systemic filling pressure, MSFP)은 혈액의 움직임이 없을 때 순환계에 존재하는 평균 압력으로 정의된다. 유사한 용어인 평균 순환 충만압(mean circulatory filling pressure, MCFP)은 혈액의 움직임이 없을 때 순환계(circulatory system)와 폐계(pulmonary system) 결합에 존재하는 평균 압력으로 정의된다. 동물 실험 모델에서 MSP 값은 약 7mmHg이다. 이는 순환계가 얼마나 꽉 차 있는지(즉, 시스템 용량 대비 시스템 내 혈액량(blood volume))를 나타내는 지표이며 순환 혈액량과 정맥계 벽의 평활근 긴장도에 영향을 받는다.(이것이 순환계 용량을 결정함).

## 같이 보기
- 임계폐쇄압
- 평균동맥압
- 중심정맥압